# Ibrahim Nasir
Ibrahim Nasir Rannabandeyri Kilegefan (ur. 2 września 1926 w Male, zm. 22 listopada 2008 w Singapurze) – polityk malediwski, pierwszy prezydent Drugiej Republiki od 1968 do 1978. Po zakończeniu drugiej kadencji prezydenckiej wyjechał do Singapuru, gdzie przebywał do końca życia. Premier Malediwów od 11 grudnia 1957 do 11 listopada 1968.